# Håkan Tollet
Håkan Conrad Constantin Tollet, född 20 oktober 1904 i Viborg, Finland, död 24 november 1980 i Nacka, var en finlandssvensk översättare, journalist och författare.

## Biografi
Håkan Tollet var son till redaktören Jussi Tollet och Ella Leeping. Tollet avlade studentexamen 1925 och studerade sedan vid Helsingfors universitet 1926–1928. Därefter skrev han artiklar i Hufvudstadsbladet från 1928. Efter en enstaka översättning 1940 översatte han under åren 1948–1970 vanligen tillsammans med hustrun Elisabet Anne-Sophie (”Elsie”) Tollet (född 9 februari 1914, död 25 augusti 1981).

### Översättningar i urval

#### Håkan Tollet
- Kristmann Gudmundsson: Det heliga fjället (Det hellige fjell) (Wahlström & Widstrand, 1940)
- Robert Bishop och E. S. Crayfield: Sovjet topprider Balkan (Russia astride the Balkans) (1948)

#### Håkan och Elsie Tollet tillsammans
- Robert Sturgis: Allting är sig likt (Hidden season) (Fahlcrantz & Gumælius, 1948)
- Fred Denger: Tiggaropera anno 45 (Fahlcrantz & Gumælius, 1950)
- Erle Stanley Gardner: Fladdermöss flyger i skymningen (Bats fly at dusk) (Fahlcrantz & Gumælius, 1951)
- Edgar Maass: Verdun (Verdun) (Folket i bild, 1952)
- Zenta Maurina: Den långa resan (Die weite Fahrt) (Norstedt, 1954)
- Frank G. Slaughter: Kirurgen (The healer) (Ljus, 1955)
- Evan Hunter: Det lätta steget (Second ending) (Bergh, 1956)
- Wallis Windsor: Hjärtat har sina skäl: hertiginnan av Windsors memoarer (The heart has its reasons) (Norstedt, 1957)
- Pamela Frankau: Bron (The bridge) (Bonnier, 1958)
- Albert Maltz: En lång dag i ett kort liv (A long day in a short life) (Ljus, 1958)
- George Eliot: Middlemarch (Natur och kultur, 1961)
- Benjamin Spock: Föräldraproblem (Problems of parents) (Natur och kultur, 1963)
- Han Suyin: Kärlek : två romaner (Cast but one shadow och Winter love) (Norstedt, 1963)
- Samuel Butler: Alla dödligas väg (The way of all flesh) (Natur och kultur, 1963)
- Hans Erich Nossack: Senast i november (Spätestens im November) (Norstedt, 1964)
- Lin Yutang: Konsten att vara sig själv (The pleasures of a nonconformist) (Natur och kultur, 1964)
- Alexander Kluge: Slaget (Schlachtbeschreibung) (Norstedt, 1965)
- Tollak B. Sirnes: Kontakter och konflikter: mentalhygien i vardagslivet (... at vi skal elske hverandre) (LT, 1970)

#### Elsie Tollet
- Enid Blyton: Äventyrens dal (The valley of adventure) (Ljus, 1949)
- Benny Føns: Boken om Lisa (Boken om Lise) (bild: Iben Clante) (Carlsen/if, 1976)